# Jean-Baptiste Gobel

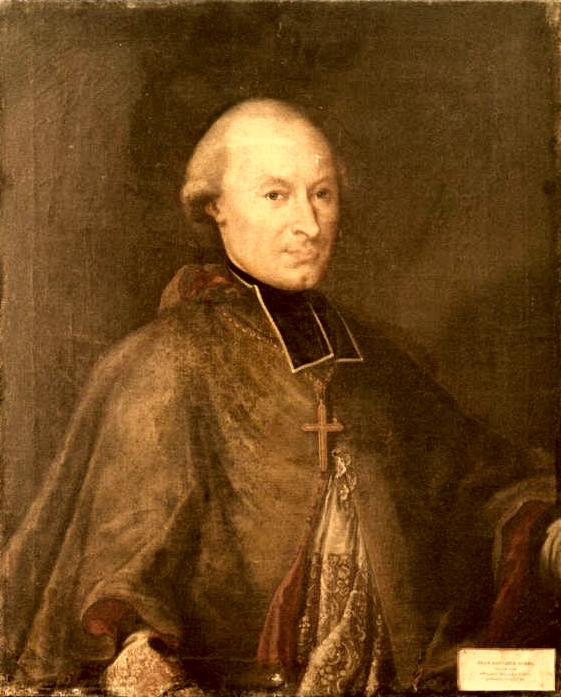
Jean Baptiste Joseph Gobel

Jean Baptiste Joseph Gobel, geb. Göbel, (Thann, Elzas, 1 september 1727 - Parijs, 13 april 1794) was een Frans priester, bisschop en in 1793 constitutioneel aartsbisschop van Parijs tijdens de Franse Revolutie. Hij kreeg 300.000 pond aangeboden als hij zijn priesterbrevet op 7 november in de Nationale Vergadering zou verscheuren. De afvallige Gobel heeft het beloofde geld nooit gekregen, maar is enkele maanden later ter dood veroordeeld.

## Biografie
Gobel studeerde aan het Collegium Germanicum in Rome en werd kanunnik van Porrentruy. In 1772 werd hulpbisschop van Bazel voor het Franse deel van het bisdom. 1789 werd Gobel als vertegenwoordiger van de geestelijke stand van Belfort naar de Staten-Generaal afgevaardigd. Hij raakte er doordrongen van de constitutionele ideeën en stemde op 12 juli 1790 voor de "Constitution civile du clergé", waarbij de katholieke kerk ondergeschikt werd gesteld aan de staat. Hij werd zo populair dat hij benoemd is tot constitutioneel bisschop van drie nieuwe bisdommen Parijs, Haute-Marne en Haut-Rhin. Hij werd niet erkend als bisschop door de paus.
Joseph Fouché, Pierre Gaspard Chaumette en de hébertisten poogden in 1793 de oorspronkelijke godsdienst te vervangen door een allegorische cultus van de "Godin van de Rede".
Stola's en gewaden waren goed voor soldatenbroeken; kerkklokken en beslag van misboeken kwamen in de smeltkroes terecht. De edele metalen en stenen waren nodig ter dekking van het assignaat. Gobel leefde als een conciërge in het van alle waardigheid ontdane bisschoppelijke paleis op een gedecimeerd inkomen.
Op 10 oktober verbood Fouché elke godsdienstige ceremonie buiten het kerkgebouw. Op 5 of 24 oktober werd de revolutionaire kalender ingesteld. Burgerlijke feesten op de tiende dag moesten de zondag vervangen. Op 6 november verklaarde de Conventie dat de gemeente het recht had de katholieke godsdienst af te schaffen. 's Avonds werd in de Club der Jakobijnen fel van leer getrokken tegen de priesters. Op 7 november 1793 deed Gobel, op initiatief van Anacharsis Cloots, samen met 14 van zijn priesters, misschien de hele Parijs clerus, afstand van zijn ambt. Dat kon worden beschouwd als het (gedwongen) afzweren van het christendom. Zij hadden in het openbaar hun roomse gewaad uitgetrokken. De Notre-Dame werd de tempel van de rede. In de kathedraal werd niet meer een christelijk god, maar de Cultus van de Rede aanbeden, en Gobel nam deel aan deze cultus, die plaatsvond op 10 november. Het kwam tot een orgie in de zijbeuken en Robespierre keurde de uitspattingen af op 21 november. De Commune van Parijs bekrachtigde de sluiting van alle kerken. Eind november waren alle kerken in de hoofdstad aan de Cultus van de Rede gewijd.
Op 7 december nam Robespierre het besluit om de vrijheid van godsdienst veilig te stellen. Het atheïsme was voor Robespierre een decadent, aristocratisch verschijnsel en met de val van de hébertisten eindigde ook de poging om een atheïstische staatscultus uit te bouwen. Gobel werd als hébertist samen met Pierre Gaspard Chaumette, Anacharsis Cloots en 22 anderen geguillotineerd.